# Août 1767
Le mois d'août 1767 est le 8e mois de l'année 1767.

## Événements
- 10 août (30 juillet du calendrier julien), Russie : ouverture des travaux de la grande commission réunissant des représentants de toutes les classes de la société (à l’exclusion des serfs, 50 % de la population) pour la rédaction d’un projet de code[1]. Elle sera dissoute l’année suivante sans résultats (18 décembre 1768)[2]. L’impératrice Catherine II de Russie présente à cette occasion ses théories politiques (Montesquieu, Beccaria) à l’intention de la commission des lois dans le Nakaz (« Instruction ») et son complément publié le 8 avril 1768[3].

## Naissances
- 3 août
  - Antoine Denis Périn (mort le 1er septembre 1840), personnalité politique française
  - Joseph Morisot (mort le 1er octobre 1821), architecte vérificateur du roi
  - Louis, Joseph Pointeau-Bazinville (mort le 30 octobre 1833), personnalité politique française
- 5 août : François Robin de Scévole (mort le 26 juillet 1827), personnalité politique française
- 7 août
  - Charles-Louis-Marie-Albert-Furcy Fontaine (mort le 27 mars 1849), personnalité politique française
  - Georges Hippolyte Le Sénécal (mort le 25 juillet 1836), général de brigade français du Premier Empire
- 8 août
  - Adrien Martial Thomas de Saint-Henry (mort le 19 juin 1829), général français de la Révolution et de l’Empire
  - Jean-Baptiste André d'Aubière (mort le 15 décembre 1842), personnalité politique française
  - Jean-Louis Leclerc (mort le 1er avril 1821), personnalité politique française
- 10 août
  - Charles Joseph Leduc (mort le 5 juillet 1809), colonel français de la Révolution et de l’Empire
  - Hector Caraffa (mort le 4 septembre 1799), homme politique et militaire italien
- 12 août : August Dörffurt (mort le 27 juin 1825), pharmacien et homme politique allemand
- 16 août : Louis de Girardin (mort le 5 septembre 1848), personnalité politique française
- 17 août
  - Éloi Charlemagne Taupin (mort le 10 avril 1814), général français de la Révolution et de l’Empire
  - André Ripoche (mort le 8 mars 1794), contre-révolutionnaire français
  - Johann Gottfried Bremser (mort le 21 août 1827), parasitologiste autrichien
- 20 août : William Russell (mort le 5 mai 1840), personnalité politique britannique
- 22 août : Jean Joseph Amable Humbert (mort le 3 janvier 1823), général de division de la Révolution française
- 24 août
  - Bernhard Meyer (mort le 1er janvier 1836), médecin, un botaniste et un ornithologue allemand
  - Hans Conrad Escher von der Linth (mort le 9 mars 1823), homme politique, commerçant et scientifique suisse
- 25 août
  - Louis-Charles Deneux (mort le 28 décembre 1846), médecin français
  - Louis Antoine de Saint-Just (mort le 28 juillet 1794), homme politique français
- 26 août
  - Alexandre-François de La Rochefoucauld (mort le 2 mars 1841), militaire, diplomate et homme politique français
  - Bruno-Gabriel de Boisgelin (mort le 3 mai 1823), personnalité politique française
  - Evase-Second-Victor Agodino (mort le 24 avril 1831), ecclésiastique piémontais qui fut évêque d'Aoste
  - Pierre Louis Antoine Laval (mort le 25 juillet 1838), personnalité politique française
- 31 août
  - Henry Joy McCracken (mort le 17 juillet 1798), fabricant de coton et industriel, presbytérien, Irlandais radical
  - Jacques Barraband (mort le 1er octobre 1809), peintre, dessinateur
  - Pierre Joseph Chédeaux (mort le 13 avril 1832), personnalité politique française

## Décès
- 1er août : Pierre-Joseph Fiquet du Boccage (né en 1700), traducteur français
- 3 août : Paul Esprit Feydeau de Brou (né le 17 mai 1682), homme d'État et ministre français
- 15 août : Frédéric de Deux-Ponts-Birkenfeld (né le 27 février 1724), noble allemand
- 17 août : Gaspare Diziani (né le 24 janvier 1689), peintre italien
- 24 août : Antoine Mégret d'Étigny (né le 28 novembre 1719), administrateur français
- 28 août
  - Giacomo Ceruti (né le 13 octobre 1698), peintre italien
  - Johann Schobert (né vers 1720), compositeur, maitre de musique et claveciniste du prince de Conti
  - Louis Homet (né en 1691), compositeur français